# Khronos Group
Khronos Group – organizacja, założona w styczniu 2000 roku przez ATI Technologies, Autodesk Media and Entertainment, Evans & Sutherland, Intel, NVIDIA, Silicon Graphics oraz Sun Microsystems. Celem tej organizacji jest tworzenie otwartych standardów API umożliwiających authoring i odtwarzanie w szerokim zakresie mediów na różnorodnych platformach i urządzeniach.
Wszyscy członkowie Khronos Group mogą uczestniczyć w rozwoju specyfikacji API, mają prawo głosowania przed ich publikacją oraz mają szansę na szybsze wprowadzenie tych standardów w swoich produktach dzięki wcześniejszemu dostępowi do specyfikacji oraz testów certyfikacyjnych.

## Najpopularniejsze specyfikacje pod kontrolą Khronos Group
- OpenGL, międzyplatformowe API graficzne (od lipca 2006 pod kontrolą Khronos Group)[2];
- OpenCL, API wspomagające pisanie aplikacji na różne jednostki obliczeniowe (CPU, GPU, itd.)[3];
- OpenGL ES, przenośna wersja OpenGL;
- Vulkan, najnowsze międzyplatformowe API grafczne.